# Državna nagrada za znanost
Državna nagrada za znanost je nagrada koju državljanima Republike Hrvatske dodjeljuje Republika Hrvatska za iznimno važna znanstvenoistraživačka dostignuća i za znanstvena ostvarenja u primjeni rezultata znanstvenoistraživačkog rada. Nagrada se sastoji od novčanog iznosa i povelje. Nagrade u ime Hrvatskoga sabora uručuje predsjednik Hrvatskoga sabora. O dobitnicima nagrada odlučuje Odbor za podjelu državnih nagrada za znanost koji imenuje Hrvatski sabor. Odbor čine: predsjednik Hrvatskoga sabora, koji je ujedno i predsjednik Odbora, ministar znanosti, obrazovanja i sporta i 12 članova iz reda istaknutih znanstvenih djelatnika. Mandat Odbora traje četiri godine.
Nagrada za životno djelo dodjeljuje se istaknutim znanstvenicima za cjelokupan znanstvenoistraživački rad. Svake se godine može podijeliti do šest nagrada.
Godišnja nagrada za znanost dodjeljuje se za značajno znanstveno dostignuće, znanstveno otkriće i primjenu rezultata znanstvenoistraživačkog rada. Svake godine mogu se podijeliti do tri godišnje nagrade za svako znanstveno područje. 
Godišnja nagrada za popularizaciju i promidžbu znanosti dodjeljuje se za doprinos u širenju spoznaja o znanosti koja se očituje u popularnoj prezentaciji vrijednih stručnih i znanstvenih publikacija i drugim oblicima prezentacije. Svake godine može se dodijeliti do šest nagrada.
Godišnja nagrada za znanstvene novake dodjeljuje se mladim znanstvenicima (do 30 godina života) za isticanje u znanstvenom radu, za objavljivanje zapaženog članka u časopisima s međunarodno priznatom recenzijom ili s njima po vrsnoći izjednačenim časopisima ili za objavljenu knjigu. Svake godine može se dodijeliti do šest nagrada. 
Za svaku kategoriju nagrada se dodjeljuju za sljedeća znanstvena područja: prirodne znanosti, biomedicina i zdravstvo, tehničke znanosti, biotehničke znanosti, društvene znanosti, humanističke znanosti.

Nagrada je uspostavljena potkraj prosinca 1995. godine Zakonom o hrvatskim državnim nagradama za znanost.
Poticaj za pokretanje postupka za podjelu nagrada mogu dati: znanstvenoistraživački instituti, sveučilišta, fakulteti, sveučilišni odjeli i centri, znanstvene udruge, druge pravne osobe koje su posebnim zakonom ovlaštene obavljati znanstvenoistraživačku djelatnost kao i skupine uglednih znanstvenih djelatnika.
Nagrade u ime Hrvatskoga sabora uručuje predsjednik Hrvatskoga sabora, a prema odluci Odbora za podjelu državnih nagrada za znanost koji imenuje Hrvatski sabor. Odbor čine: predsjednik Hrvatskoga sabora, koji je ujedno i predsjednik Odbora, ministar znanosti i obrazovanja i 12 članova iz reda istaknutih znanstvenih djelatnika. Mandat Odbora traje četiri godine.